# Waldkapelle (Sexten)

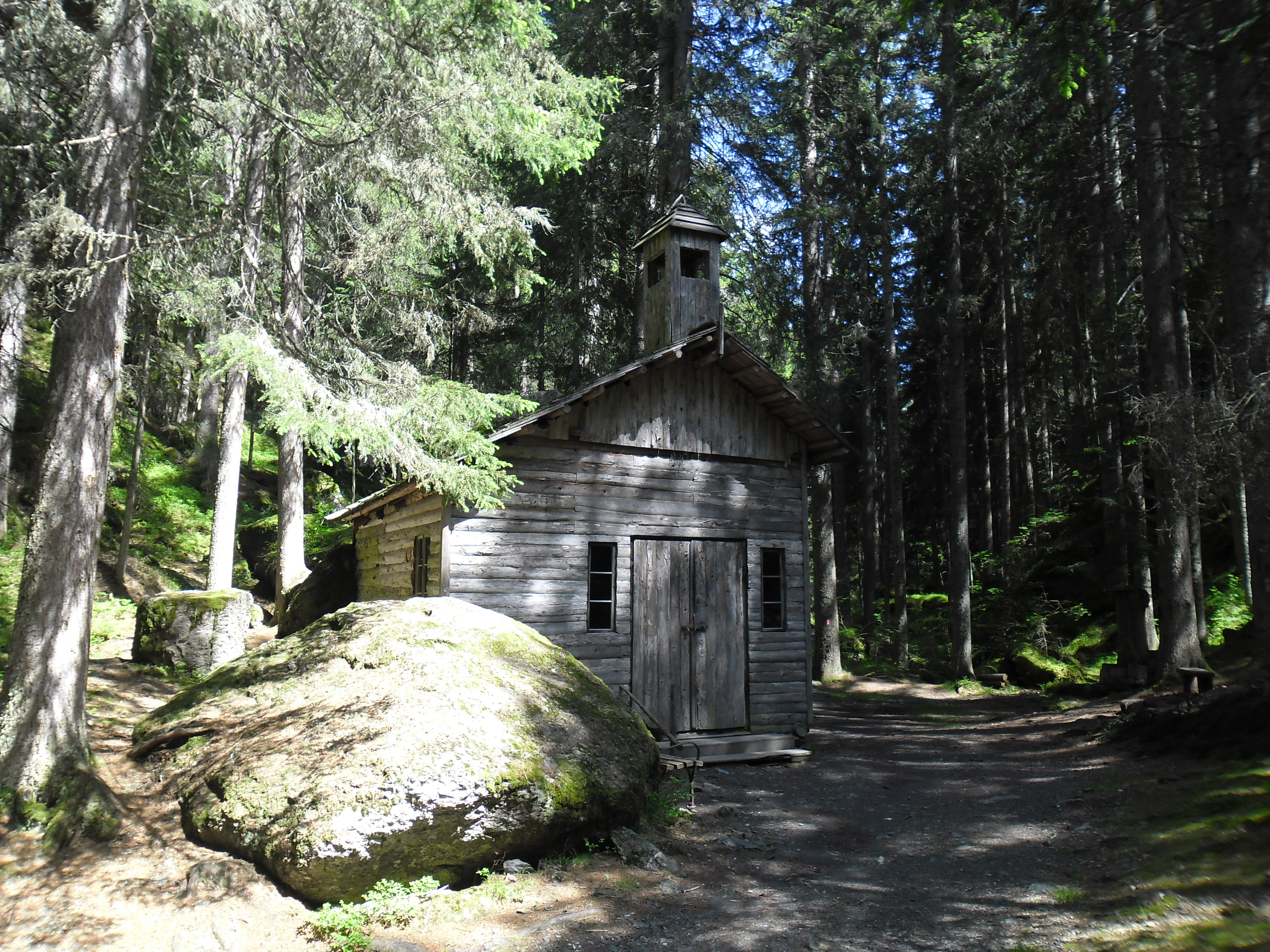
Waldkapelle in Sexten

Die Waldkapelle – eine während des Ersten Weltkriegs in Sexten, Südtirol, erbaute Notkirche – ist heute eine Wallfahrtskirche.

## Geschichte
Aufgrund des Frontverlaufes im Gemeindegebiet und der Beschießung des Ortes wurde die Sextner Zivilbevölkerung im August 1915 evakuiert. 1917 gestattete die Militärverwaltung den Bauern des Außerberges die Rückkehr zur Bewirtschaftung der Felder.
Die Kirche wurde in der „Holzer Schluichte“ am „Schermknotten“ erbaut, einem großen Steinklotz, der auf einer Seite einen fünf Meter hohe Felswand bildet, und den Sextnern bereits früher Schutz bei Unwetter bot. 14 Tage bauten die Bauern und der Pfarrer von morgens 6 Uhr bis zum Einbruch der Dunkelheit an der Kirche. Das Holz für die Kirche stammte von einem vom Schnee erdrückten Heuschuppen, zusätzlich wurden noch einige Bäume gefällt.
Am Samstagnachmittag unterrichtete der Sextner Pfarrer die wenigen Schüler beim Honsa Lois in der Stube, am Sonntagvormittag wurde in der Waldkapelle Gottesdienst gefeiert und nachmittags eine Andacht. Nach dem Durchbruch am Isonzo im Jahr 1917 kehrte ein großer Teil der Sextner Bevölkerung wieder zurück.
Die fast ausschließlich aus Holz bestehende Kapelle – heute auch Friedenskapelle genannt – liegt am biblischen Besinnungsweg in Sexten. Da die Kapelle zu zerfallen drohte, wurde sie 1974 restauriert. Unweit der Kapelle befinden sich Schalensteine, die von Pfarrer Küer entdeckt wurden und zu den ältesten Siedlungsspuren in Sexten zählen.